# 欧拉·茹饶
欧拉·茹饶（匈牙利語：Oláh Zsuzsa，1960年3月29日—），出生于布达佩斯，匈牙利前女子乒乓球运动员。她曾获得4枚欧洲乒乓球锦标赛女子团体金牌。